# Euherdmania morgani
Euherdmania morgani är en sjöpungsart som beskrevs av C.S. Millar och Goodbody 1974. Euherdmania morgani ingår i släktet Euherdmania och familjen Euherdmanniidae. Inga underarter finns listade i Catalogue of Life.